# گروه پنجم جام ملت‌های اروپا ۲۰۱۶
مسابقات گروه E جام ملت‌های اروپا ۲۰۱۶ در تاریخ ۱۳ ژوئن ۲۰۱۶ آغاز می‌شود و در تاریخ ۲۲ ژوئن ۲۰۱۶ به پایان می‌رسد. این گروه شامل تیم‌های بلژیک، ایتالیا، ایرلند و سوئد می‌باشد. در این گروه فقط تیم ایتالیا موفق به قهرمانی شده است. (۱۹۶۸)

## تیم‌ها
| موقعیت قرعه‌کشی | تیم           | طرز راه‌یابی    | حضور نهایی | آخرین حضور            | بهترین حضور پیشین                                          | ضریب یوفا اکتبر ۲۰۱۵ | رده‌بندی جهانی فیفا ژوئن ۲۰۱۶ |
| -------------- | ------------- | -------------- | ---------- | --------------------- | ---------------------------------------------------------- | -------------------- | ---------------------------- |
| E1             | بلژیک         | برنده Group B  | ۵ام        | جام ملت‌های اروپا ۲۰۰۰ | Runners-up (جام ملت‌های اروپا ۱۹۸۰)                         | ۵                    | ۲                            |
| E2             | ایتالیا       | برنده Group H  | ۹ام        | جام ملت‌های اروپا ۲۰۱۲ | قهرمان (جام ملت‌های اروپا ۱۹۶۸)                             | ۶                    | ۱۲                           |
| E3             | جمهوری ایرلند | برنده Play-off | ۳ام        | جام ملت‌های اروپا ۲۰۱۲ | مرحله گروهی (جام ملت‌های اروپا ۱۹۸۸، جام ملت‌های اروپا ۲۰۱۲) | ۲۳                   | ۳۳                           |
| E4             | سوئد          | برنده Play-off | ۶ام        | جام ملت‌های اروپا ۲۰۱۲ | نیم نهایی (جام ملت‌های اروپا ۱۹۹۲)                          | ۱۶                   | ۳۵                           |

یادداشت
1. ↑  The UEFA rankings of October 2015 were used for seeding for the final draw.

## جدول
| رتبه | تیم و         | بازی | ب | م | با | گ‌ز | گ‌خ | ت‌گ | امتیاز | صلاحیت             |
| ---- | ------------- | ---- | - | - | -- | -- | -- | -- | ------ | ------------------ |
| ۱    | ایتالیا       | ۳    | ۲ | ۰ | ۱  | ۳  | ۱  | ۲+ | ۶      | صعود به مرحله حذفی |
| ۲    | بلژیک         | ۳    | ۲ | ۰ | ۱  | ۴  | ۲  | ۲+ | ۶      | صعود به مرحله حذفی |
| ۳    | جمهوری ایرلند | ۳    | ۱ | ۱ | ۱  | ۲  | ۴  | ۲- | ۴      | صعود به مرحله حذفی |
| ۴    | سوئد          | ۳    | ۰ | ۱ | ۲  | ۱  | ۳  | ۲- | ۱      |                    |

اولین مسابقه در تاریخ ۲۴ خرداد ۱۳۹۵ برگزار میشود.
فرمت مسابقات

## مسابقات

### جمهوری ایرلند - سوئد
| جمهوری ایرلند  | ۱–۱   | سوئد                        |
| -------------- | ----- | --------------------------- |
| وس هولاهان ۴۸' | گزارش | ۷۱' (گل بخودی) کیاران کلارک |

### بلژیک - ایتالیا
| بلژیک | ۰–۲   | ایتالیا                 |
| ----- | ----- | ----------------------- |
|       | گزارش | ۳۲' جاکرینی · ۹۰+۳' پله |

### ایتالیا - سوئد
| ایتالیا | بازی ۱۹ | سوئد |
| ------- | ------- | ---- |
|         | گزارش   |      |

### بلژیک - جمهوری ایرلند
| بلژیک | بازی ۲۲ | جمهوری ایرلند |
| ----- | ------- | ------------- |
|       | گزارش   |               |

### ایتالیا - جمهوری ایرلند
| ایتالیا | بازی ۳۵ | جمهوری ایرلند |
| ------- | ------- | ------------- |
|         | گزارش   |               |

### سوئد - بلژیک
| سوئد | بازی ۳۶ | بلژیک |
| ---- | ------- | ----- |
|      | گزارش   |       |